# El viaje del elefante
El viaje del elefante es una novela histórica del escritor portugués José Saramago, publicada en 2008.

## Contenido
El libro es una reflexión sobre el ser humano en la que el humor y la ironía le sirven al autor para analizar con compasión las flaquezas humanas. A mediados del siglo XVI, el rey Juan III de Portugal ofrece a su primo, el archiduque Maximiliano de Austria, un elefante asiático (Elephas maximus), que pertenecía a Catalina de Austria. La historia cuenta el viaje épico de ese elefante llamado Salomón (como el sabio rey Salomón), que tuvo que recorrer Europa por caprichos reales y absurdas estrategias.
Juan III encargó a un pelotón de sus mejores caballeros se ocupara de llevar a Salomón a salvo hasta Valladolid, lugar donde se encontraba Maximiliano de Austria. Fue un viaje largo, donde las ideas de Subhro, el cuidador del elefante, no se hicieron esperar, dando consejos al capitán del pelotón, que los acepta algunas veces entre perplejo e irónico. Después de algunos días llegan a una ciudad, donde piden asilo para pasar la noche, ya que las lluvias y el frío eran menester de esas fechas. Una vez ahí, Subhro (el cornaca) se enfrasca en temas religiosos.
En forma de burla y discreta hace notar aquellas flaquezas de la realeza y de los siervos (y en general de todos los humanos), mostrando a un rey que por sí solo pudiera ser ignorante e incluso burdo, pero gracias a un lacayo puede afinar la idea de lo que él mismo quiso decir. Por el lado del lacayo, el tener toda la sensibilidad posible para hacer notar a un rey que está en un error o que simplemente su idea puede ser expresada de una mejor forma, en otras palabras, el que todos los humanos son imperfectos y sin embargo solo se nos distingue por un privilegio de clase.

## Temas
Saramago muestra el lado sentimental de todas las personas y animales, independientemente de su condición social. Los personajes están, así, llenos de diferentes matices, como la ignorancia de los reyes, la conveniente flexibilidad de un clérigo a mitad de la noche, la inteligencia de un cornaca para vender pelos de elefante para aliviar cualquier mal.